# 7690 Секлер
7690 Секлер (7690 Sackler) — астероїд головного поясу, відкритий 25 березня 1971 року.
Тіссеранів параметр щодо Юпітера — 3,363.